# Vino, patate e mele rosse
Vino, patate e mele rosse (Blackberry Wine) è un romanzo di Joanne Harris pubblicato il 2 marzo 2000 da Doubleday.
Il libro è stato tradotto in spagnolo, tedesco, turco, finlandese, francese, croato, serbo, polacco, giapponese, svedese, coreano, norvegese, ungherese, russo, ucraino e italiano.

## Trama
L'intero romanzo gira intorno alla figura di un ex minatore, Joe Cox, che una volta in pensione comincia a coltivare la terra intorno a casa sua. Ma questa terra non gli appartiene: è delle ferrovie statali che nel momento in cui decidono di togliere le rotaie che attraversano il paese costringono Joe ad abbandonare le sue coltivazioni. L'aspetto particolare di Joe sta proprio in quello che cresce sulla sua terra, nei suoi orti. Si tratta di piante comuni, lavanda, menta e spezie, a fianco di frutta e verdura rara: più di trecento tipi di cipolle rare, carote e pomodori, ma più di tutto una collezione infinita di patate di tutti i tipi. La più importante tra queste è la tuberosa rosata, una patata rosa che Joe usa per fare il suo vino. E si potrebbe anche dire che la Tuberosa rosata è una dei protagonisti di questa storia.
L'incontro tra Joe e Jay avviene nell'estate del 1975 quando il protagonista ha tredici anni si vede costretto ad andare in vacanza dai nonni perché i suoi genitori stanno divorziando. Da quel momento per tre estati i due impareranno a conoscersi e in un certo senso a volersi bene. Joe raccontata al bambino dei suoi viaggi e di come abbia trovato i semi rari della sua collezione, di come abbia imparato ad Haiti piccoli trucchi di magia per tenere le sue colture al sicuro dai parassiti, dalle malattie. Nell'estate del 1976 gli insegna dei riti magici di protezione che possano tenere lontano il Comune dalle sue terre. Il bambino, all'inizio un po' riluttante, crede a tutto quello che l'amico gli racconta ma nell'ultima loro estate questa fede si incrina rovinosamente tanto che Jay torna a casa senza nemmeno salutare Joe. Ma il senso di colpa e di vuoto che questo gesto lascia nel ragazzo lo fa scappare un giorno di casa e partire per Kirbi Monckton (il paese dove si trova Pog Hill) dove però lo attente una brutta sorpresa: Joe se ne è infine andato, senza una parola, il comune è riuscito ad avere la meglio sulla sua ostinazione. Solo una cosa resta di lui, una busta indirizzata a Jay contenente centinaia dei semi rari che il vecchio amava tanto. Ma preso dallo sconforto per essere stato tradito così da chi credeva amico, Jay getta al vento i semi. Trova inoltre una cosa che gli fa completamente perdere la fiducia nel minatore: vecchi numeri del National Geographic in cui sono descritti tutti i luoghi visitati da Joe; Jay capisce quindi che tutte le sue storie, i suoi viaggi sono sempre state delle menzogne: Joe non si è mai spostato dalla sua miniera e dal paese.
Una volta cresciuto, Jay scrive un romanzo che avrà subito successo, Tre estati con Joe Patata in cui narra della sua infanzia a Pog Hill Lane, del suo rapporto con Joe, con la piccola Ginny, una nomade che diventò la sua migliore amica, e delle scazzottate con Zeth, il bullo del paese. Ma questo racconto non parla in realtà di come andarono realmente le cose, è un racconto idilliaco in cui tutto è perfetto.
Passano gli anni e Jay viene colpito dal blocco dello scrittore. Per sopravvivere pubblica romanzetti fantascientifici da bancarella e tiene lezioni di scrittura creativa. Viene spinto a partecipare alla vita mondana solo dall'insistenza della sua compagna, Kerry, che lo tratta come se fosse un bambino che non ha voglia di fare mai niente. Nel febbraio del 1999 prende però una decisione: ossessionato dalla presenza di Joe nella sua testa decide di andare a Kirbi Monckton per cercare qualche traccia di lui. Quando arriva al paese tutto è diverso, il Comune che per tanti anni aveva sperato di poter modernizzare la zona aveva avuto la meglio sulla tradizion ed ovunque ora si potevano scorgere centri commerciali, parcheggi, alberghi e villette a schiera. Jay senza pensarci si dirige dove prima viveva Joe: ora c'è un parcheggio. Ma non si perde d'animo. Poco più avanti vede una mini-discarica dove qualcosa attrae la sua attenzione: dopo un'ora ritorna alla sua macchina con in mano una cassa contenente sei bottiglie di vino con scritto "SPECIALI" che si erano miracolosamente salvate dalla demolizione della baracca del vecchio.
Proprio queste sei bottiglie cambiano completamente la vita dello scrittore. Non sono vini normali, sono alla frutta: more, semi di rosa, ribes, ognuna riporta alla mente le estati di Jay con Joe e fanno crescere in lui una strana forza. Il rapporto con Kerry è ormai in crisi da tempo e quando tra la posta vede la brochure di uno chateau in vendita nella campagna marsigliere non perde tempo: quel luogo gli ricorda lo "SCIATò" che Joe voleva comprare per sé e le sue piante e Jay sa che quel luogo deve diventare suo! In meno di due giorni è a Lansquenet, diretto verso la casa che ha acquistato e lì fa il suo primo incontro con Marise d'Api, una donna stana con una storia tutta da raccontare.
Viene accolto bene dagli abitanti del villaggio ed in qualche modo ritrova la sua vena artistica. La prima notte che arriva allo chateau gli appare Joe e le visioni si ripetono per molto tempo. Jay lo accusa di avergli mentito, di non aver mai viaggiato, di essersi sempre inventato tutto ed il vecchio gli tiene testa spiegando che i suoi sono sempre stati viaggi astrali, che dormendo poteva arrivare dove voleva, ma Jay è troppo furioso per credergli e così lo caccia. Per parecchio tempo il vecchio non si farà vedere. Intanto l'uomo ottiene sempre maggiori informazioni per il suo libro: scopre che per la sua casa c'era già un altro acquirente e che questo era proprio la signora d'Api, la sua vicina di casa, di cui quasi tutti parlano male in paese, fomentati dalle parole della suocera che l'accusa di averle ucciso il figlio, il marito di Marise. La stessa donna l'accusa anche di tenere segregata e di maltrattare la piccola Rosa, sua nipote, nonché figlia di Marise e di Tony, il figlio della donna.
Jay viene a sapere che M.me d'Api non scende mai in paese, che vive confinata nella sua fattoria e che non permette alla figlia di avere contatti col mondo esterno, viene anche a conoscenza del fatto che la bambina è rimasta sorda in seguito ad un'infezione.
Comincia a farsi delle idee su questa donna che vengono però completamente smentite quando incontra Rosa che gioca nei pressi del fiume dietro casa con la sua capretta. In seguito la rivede ridere e giocare affettuosamente con sua madre e capisce che in città tutti stanno sbagliando, ma in un paese così piccolo è facile che i pettegolezzi prendano il sopravvento sui fatti reali e per questo Marise è stata come esiliata dal resto della comunità. Pian piano Jay e la donna cominciano a scambiarsi qualche parola anche se lei resta sempre sulla difensiva, intanto il libro di Jay procede spedito e il suo editore lo incita a finirlo in fretta perché ha attratto l'attenzione di molte persone. Verso estate inoltrata il tempo nella campagna francese peggiora, da qualche tempo Joe è tornato come visione e aiuta l'uomo a sistemare le colture del suo orto. Da Kirbi Monckton qualcuno a spedito a Jay dei semi di patata rosa e lui sa che è stato proprio Joe ma non gli chiede spiegazioni.
Una notte Marise arriva fradicia a casa di Jay con la bambina e gli chiede di tenere Rosa per un po', non poteva lasciarla a nessuno al paese, aveva paura che qualcuno la portasse via da lei come aveva già tentato di fare una volta la nonna della bimba. Lui era l'unico di cui sentiva di potersi fidare. Per scaldarle un po', Jay decide di stappare l'ultima delle bottiglie speciali rimaste e questo fa sì che, come per magia la bella Marise si sblocchi. L'uomo si era ormai accorto che la bambina non era sorda e quindi non poteva più nascondere la verità. Gli racconta di quando da giovane lavorava in ospedale e di come aveva incontrato un uomo, Patrice. Dopo una sola notte insieme l'uomo era diventato violento e aveva cominciato a perseguitarla, lei era stata quindi costretta più volte a scappare e cambiare identità. Poi aveva conosciuto Tony e i due avevano deciso di sposarsi, ma Tony era schizofrenico e aveva bisogno di cure ma sua madre Mireille, che non amava le imperfezioni, non voleva ammettere che il figlio fosse malato e dava la colpa dei suoi strani comportamenti a lei, a Marise. Poi nacque Rosa, Mireille era sempre in giro per casa e trattava il figlio come un bambino, senza curarsi della nuora. Ma un giorno arrivò una lettera di Patrice: l'aveva trovata. Marise raccontò tutto al marito che cominciò a farsi più protettivo nei suoi confronti, non la lasciava mai da sola. Una sera Patrice apparve alla loro porta dicendo di voler chiedere scusa: Tony uscì di casa con lui e tornò dopo qualche ora dicendo che l'uomo era partito per sempre. Ma un giorno Marise trovò l'auto dell'uomo nascosta nel fienile e venne a sapere che il marito l'aveva ucciso e sepolto da qualche parte nella proprietà. Una notte, ormai troppo malato per poter guarire, Tony si tolse la vita vinto dai sensi di colpa, ma lasciò a sua madre una lettera dove svelava il luogo della sepoltura. Mireille usò questa lettera come ricatto nei confronti della nuora per costringerla a restare a Lansquenet, mettendo in giro la voce che era stata lei a portare il marito al suicidio. Marise passò molti anni a cercare il cadavere e questo era il motivo per cui voleva assolutamente acquistare la proprietà di Jay, ma lui l'aveva battuta sul tempo.
In qualche modo la disperazione della donna lo colpisce e Jay si rende conto di essersi pian piano innamorato di lei. La prima sera che Rosa si ferma a dormire da Jay vede Joe in camera sua. Tornata dall'uomo gli chiede chi sia il vecchio al piano di sopra e Jay resta stupefatto dal fatto che alnche lei lo può vedere. Poi la bambina gli dice che Joe gli ha lasciato un messaggio: semplicemente addio. Jay capisce che infine Joe se ne è andato per sempre. Dopo qualche tempo il suo editore gli manda dei ritagli di giornale che parlano di lui e di Joe Patata, tar questi ritagli Jay trova un necrologio: Joe Cox è morto, proprio la notte che la bambina gli aveva recapitato il messaggio. Tutto era finito. Una mattina appare alla sua porta Kerry che, venuta a sapere del nuovo romanzo e ancora arrabbiata per essere stata piantata in asso senza motivo, è assolutamente decisa a condurre una trasmissione su di lui e sul suo esilio. In quel momento appare Rosa alle spalle di Jay e lei la vede, la riconosce come la bambina citata nel libro e gli fa notare che dovrebbe essere sorda ma che a quanto pare non è così.
In un momento di distrazione di Jay, Kerry riesce a prendere la bambina e a portarla dalla nonna, per vendicarsi di lui, ma l'uomo riesce a riprendersela e torna a casa. Quella notte stessa, quando mancano circa sei ore all'alba Jay prende una decisione importantissima: segue tutto il perimetro del paese di Lansquenet recitando il rito di protezione che aveva imparato anni prima da Joe e per qualche strano motivo i cameramen e gli addetti alla realizzazione del servizio televisivo su di lui non riescono a trovare il paese, così che Kerry si vede costretta ad annullare tutto, anche in seguito dell'unica copia dattiloscritta del romanzo da parte di Jay stesso.
Quella sera Jay prende la bottiglia di vino del '62 per andare a brindare con Marise a casa sua e dirle cosa era successo il giorno prima alla bambina e qui finisce il racconta, con la bottiglia che viene stappata e che, in quanto narratore, non può più sapere cosa succede dopo.
Il libro termina con un necrologio della signora Mareille, con un estratto del contratto di vendita della terra su cui risiede Marise, che ora è diventato suo, e con un articolo di giornale che parla di Jay Makintosh, scrittore di fama che ha abbandonato la letteratura per dedicarsi alla coltivazione della Tuberosa Rosata nella campagna francese, insieme alla sua vicina di casa, M.me d'Api, per poter far conoscere questo frutto al resto del mondo.

## Edizioni in italiano
- Joanne Harris, Vino, patate e mele rosse, traduzione di Laura Grandi, Milano: Garzanti, 2001